# آرون قادر
آرون خضير (بالإنجليزية: Aron Kader)‏ هو كوميدي أمريكي من أصل فلسطيني وأحد الأعضاء الأربعة في جولة محور الشر الكوميدية. قدم عرضا في مهرجان نيويورك العربي الأمريكي للكوميديا الذي أنشأه زميله في الفرقة دين عبيد الله. ظهر كوميديون من جولة محور الشر الكوميدية مثل أحمد أحمد في نسخة القرص المدمج من فيلم فهرنهايت 11/9 لمايكل مور. ومثل أيضا في بيفرلي هيلز إس يو في. ويمكن رؤية كادر أيضا في الوثائقي المرتقب المسلمون قادمون! والذي يُظهر مجموعة من الكوميديين الأمريكيين المسلمين يقومون بجولات في الولايات المتحدة في جهد لمكافحة الإسلاموفوبيا. يظهر الفيلم أيضا مشاهير عدة من بينهم جون ستيوارت وديفيد كروس وجانين غاروفالو وراتشيل مادو وآخرين كثر.
في فبراير 2009، نظم مقهى الكوميديا كجزء من مهرجان دبي للتسوق. خلال فترة أربعة أسابيع قدم دورات لكوميديين طموحين من الشرق الأوسط وقدم عروضا كل سبت جلبت اهتمام الإعلام وجمعت كوميديي جولة محور الشر الكوميدية مع كوميديين آخرين عرب وإيرانيين.
في مارس 2012، رجع آرون كادر إلى دبي ليستضيف دورة كوميدية خاصة ليجد مقطعين افتتاحيين لعرضه الكوميدي: «آرون كادر من محور الشر: مباشرة في دبي» في الأول من أبريل.
يمكن رؤية آرون كادر يقدم عروضا منتظمة في نادي في مسقط رأسه: كوميدي ستور في لوس أنجلوس.

## روابط خارجية
- آرون قادر على موقع IMDb (الإنجليزية)
- آرون قادر على موقع قاعدة بيانات الفيلم (الإنجليزية)